# Heart Attack (Enrique Iglesias)
Heart Attack è un singolo del cantante spagnolo Enrique Iglesias, pubblicato il 24 settembre 2013 come terzo estratto dal decimo album in studio Sex and Love.
La canzone è stata scritta da Iglesias con Niles Hollow-Dhar, Marty James e Rome Ramirez e prodotta dai The Cataracs.

## Tracce
- Download digitale

1. Heart Attack – 2:49

## Video musicale
Il videoclip del brano è stato diretto da Colin Tilley e vede la partecipazione dell'attrice Camilla Belle. Esso è stato pubblicato il 25 ottobre 2013.